# Recologne (Ognon)
Die Recologne (französisch: Ruisseau de Recologne) ist ein kleiner Fluss im Osten von Frankreich, der im Département Doubs der Region Bourgogne-Franche-Comté westlich der Stadt Besançon verläuft.

## Geografie

### Verlauf
Die Recologne entspringt unter dem Namen Ruisseau des Prés an der Gemeindegrenze von Dannemarie-sur-Crète und Chemaudin et Vaux, ändert seinen Namen auf Ruisseau de Noironte, verläuft mit einem Bogen über Nord generell in nordwestlicher Richtung und erreicht den gleichnamigen Ort Recologne. Hier mündet von links ein etwa zehn Kilometer langer Zufluss, der ebenfalls den Namen Recologne trägt, aber auch Ruisseau du Breuil genannt wird.  Nun übernimmt auch der Hauptfluss den Namen Recologne und mündet nach insgesamt rund 15 Kilometern im Gemeindegebiet von Ruffey-le-Château als linker Nebenfluss in den Ognon.

### Orte am Fluss
(Reihenfolge in Fließrichtung)
- Vaux-les-Prés, Gemeinde Chemaudin et Vaux
- Mazerolles-le-Salin
- Audeux
- Noironte
- Recologne
- Ruffey-le-Château